# خان دوران هفتم
خان دوران هفتم یا صمصام‌الدوله خان دوران با نام اصلی خواجه عاصم دولتمرد و ژنرال مسلمان گورکانی قرن ۱۸ میلادی بود. در زمان سلطنت محمدشاه او رئیس تمام اشراف گورکانی و فرمانده کل ارتش امپراتوری گورکانی بود، و تا زمان مرگش در نبرد کرنال به محمدشاه خدمت کرد.
برادر خان دوران، مظفرخان، میرآتش (فرمانده توپخانه) و والی راجستان بود.

## تبار و زمینه
خواجه عاصم یک مسلمان هندی بود که در سال ۱۶۷۲–۱۶۷۳ در آگرا مکانی که پدرش، خواجه قاسم پس از بازنشستگی از ارتش زندگی می‌کرد بدنیا آمد. او از خاندان نقشبندیه خواجه زاده بود، که از نقشبندیه پیروی می‌کردند. در زمان سن بلوغ خان دوران به همراه برادرانش برای جستجوی کار به دکن رفت و به خدمت شاهزاده کامبخش درآمد و آنجا درس منصبداری آموخت. برخی تاریخ‌نویسان مدعی بوده‌اند که خان دوران همبازی کودکی شاهزاده فرخ‌سیر بوده‌است اما از آنجایی که او حداقل ۱۱ سال از شاهزاده بزرگتر بوده این ادعاها به سختی قابل قبول اند، با این حال بین او و فرخ‌سیر، صمیمیتی بخاطر پیوستنش به فعالیت‌هایی که شاهزاده علاقه داشت مانند کشتی، تیراندازی با کمان، سوارکاری، چوگان و سایر تمرینات نظامی شکل گرفت.

## زندگی

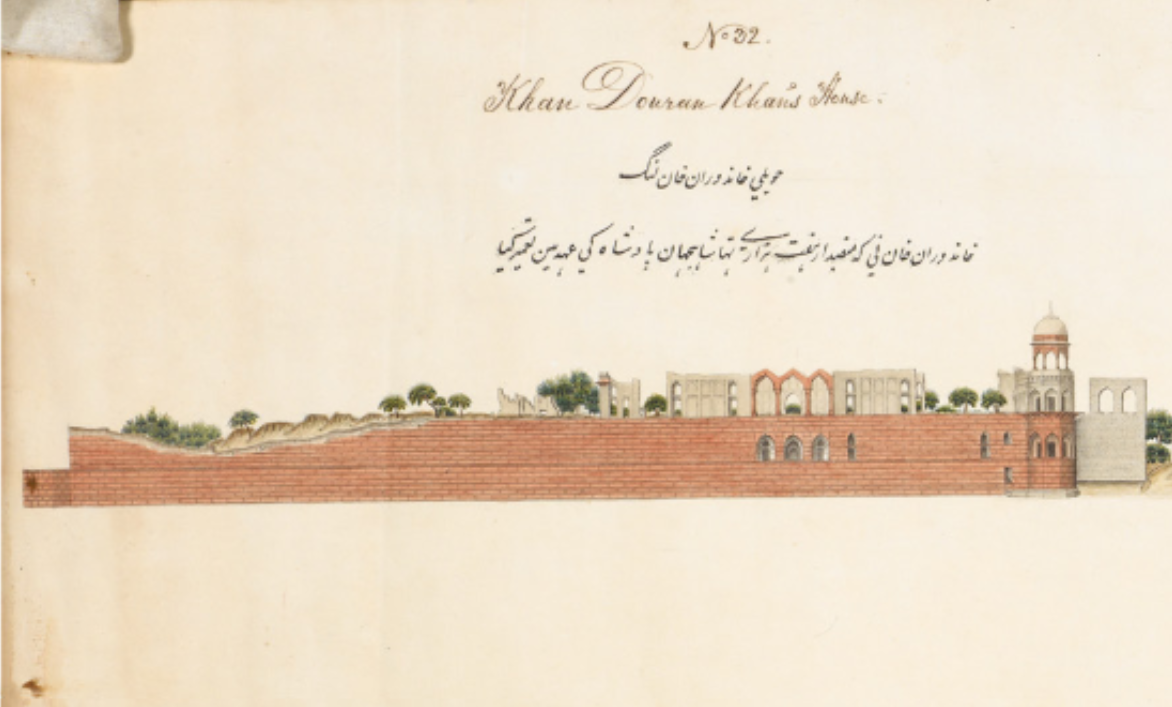
خانه خان دوران در آگره

خان دوران فرمانده کل سپاه گورکانی در نبرد کرنال بود، در پی حمله نادرشاه به هند محمدشاه درخواست سربازگیری برای تمام اشراف هند فرستاد، یکی از اشراف گورکانی که دعوت محمدشاه را پذیرفت خان دوران بود، که محمدشاه او را به فرماندهی کل ارتش گورکانی برگزید. بعد از رسیدن سایر لشکرهای گورکانی به فرماندهی سعادت‌علی‌خان نیروهای ستون عقب این لشکر مورد حمله سربازان نادرشاه قرارگرفتند، پس از مدتی سربازان نادرشاه وانمود به عقب‌نشینی کرده و سعادت‌علی‌خان به تعقیبشان رفت و جنگ آغاز شد. پس از انتشار حمله سعادت‌علی‌خان به سپاه ایران، محمدشاه دستور به کمک رساندن به نیروهای سعادت‌علی‌خان داد، خان دوران توصیه کرد که بهتر است لشکر گورکانی احتیاط کنند و اظهار داشت هرگونه کمک به نیروهای سعادت خان باعث از بین رفتن شمار بسیار بیشتری از سربازان گورکانی است. پس از آنکه محمدشاه شجاعت خان دوران را زیرسوال برد خان دوران زره خود را پوشید و به سمت سعادت خان حرکت کرد. خان دوران اعلام کرد که ترک دوست، حتی اگر او بی احتیاط باشد به سبک هندی نیست. با این حال نادرشاه به نیروها دستور برای تظاهر به عقب‌نشینی داد و موفق شد سعادت خان و خان دوران را از هم دیگر جدا کند، و سپاه پراکنده گورکانی را شکست دهد. بیشتر سربازان خان دوران کشته شدند و خود او نیز به شدت مجروح شد و بعد از ظهر نبرد کرنال در حالی که نگهبانانش او را به اردوگاه رسانده بودند جان باخت. اگرچه خان دوران با سواره‌نظامش برای درگیری با دشمن اعزام شده‌بود ولی یک سوم لشکر گورکانی تحت فرماندهی آصف جاه بیکار مانند و تنها جنگ را تماشا کردند به گفته سیارالمختخرین «احتمالاً آصف جاه امیدوار بوده‌است که سایر فرمانده‌هان در نبرد کشته شوند و او جای ایشان را بگیرد». آصف جاه از خان دوران کینه‌ای قدیمی داشت چونکه مدتها قبل زمانی که با لباس محلی دکن به دربار آمده و به سبک مهاراجا سجده کرده بود، خان دوران او و حرکاتش را مانند رقص یک میمون پیر از دکن تشبیه کرده‌بود. پس اینکه پیکر مجروح خان دوران را به اردوگاه رساندند در چادرش بهوش آمد و با صدای ضعیفی گفت: «من کار خودم را انجام دادم، حالا خودتان می‌مانید و کار خودتان. به‌هیچ‌وجه امپراتور را به پیش نادر نبر، و نه نادر را به سمت دهلی هدایت کن، بلکه شر اورا به هر طریق ممکن از این نقطه دور کن» سپس دوباره بیهوش شد و درگذشت. همچنین در میان اسامی کشته‌شدگان گورکانی، برادرش مظفرخان و پسر بزرگش محرم خان نیز حاضر بودند.